# Даровая (Вологодская область)
Даровая — упразднённая деревня в Великоустюгском районе Вологодской области России.

## География
Урочище находится в северо-восточной части области, в подзоне средней тайги, на левом берегу реки Доровой, на расстоянии примерно 11 километров (по прямой) к северо-западу от города Великий Устюг, административного центра района.

### Климат
Климат характеризуется как умеренно континентальный, с холодной продолжительной зимой и умеренно тёплым летом. Среднегодовая температура воздуха — +1,5 °C. Средняя температура воздуха самого холодного месяца (января) — −13,8 °C (абсолютный минимум — −48 °С), средняя температура самого тёплого (июля) — +16,8 °С (абсолютный максимум — +38 °С). Годовое количество атмосферных осадков составляет около 673 мм, из которых около 445 мм выпадает в тёплый период. Снежный покров держится в течение 166 дней.

## История
По данным 1914 года, в деревне Даровая (Сумка) проживало 30 человек (16 мужчин и 14 женщин). В административном отношении входила в состав Будринского сельского общества Нестеферовской волости Велико-Устюгского уезда. В 1940 году являлась частью Будринского сельсовета. Упразднена не позднее 1973 года.